# Sony Imagesoft
Sony Imagesoft var ett datorspelsföretag som var verksamt från 1989 till 1995 och var lokaliserat i Kalifornien. Det grundades i januari 1989 i Los Angeles, Kalifornien, som ett dotterbolag till det Japan-baserade företaget CBS/Sony Group(CSG) och hette ursprungligen CSG Imagesoft Inc. Fokus i början var på marknadsföring av spel uteslutande för Nintendos konsoler.